# Amata polusca
Amata polusca là một loài bướm đêm thuộc phân họ Arctiinae, họ Erebidae.